# Moggridgea purpurea
Espèce
Moggridgea purpurea est une espèce d'araignées mygalomorphes de la famille des Migidae.

## Distribution
Cette espèce est endémique de Namibie.

## Description
La femelle holotype mesure 18,67 mm

## Publication originale
- Lawrence, 1928 :  Contributions to a knowledge of the fauna of South-West Africa VII. Arachnida (Part 2). Annals of the South African Museum, vol. 25, p. 217-312.